# Y.ES Contemporary
Y.ES Contemporary es una plataforma internacional sin sede física, creada por la Robert S. Wennett and Mario Cader‑Frech Foundation en 2015 con el objetivo de visibilizar artistas contemporáneos de El Salvador mediante residencias, publicaciones, viajes curatoriales, préstamos de obra, talleres y exposiciones. Su enfoque se orienta hacia el desarrollo profesional, el intercambio internacional y la presencia global del arte salvadoreño.

## Historia y fundación

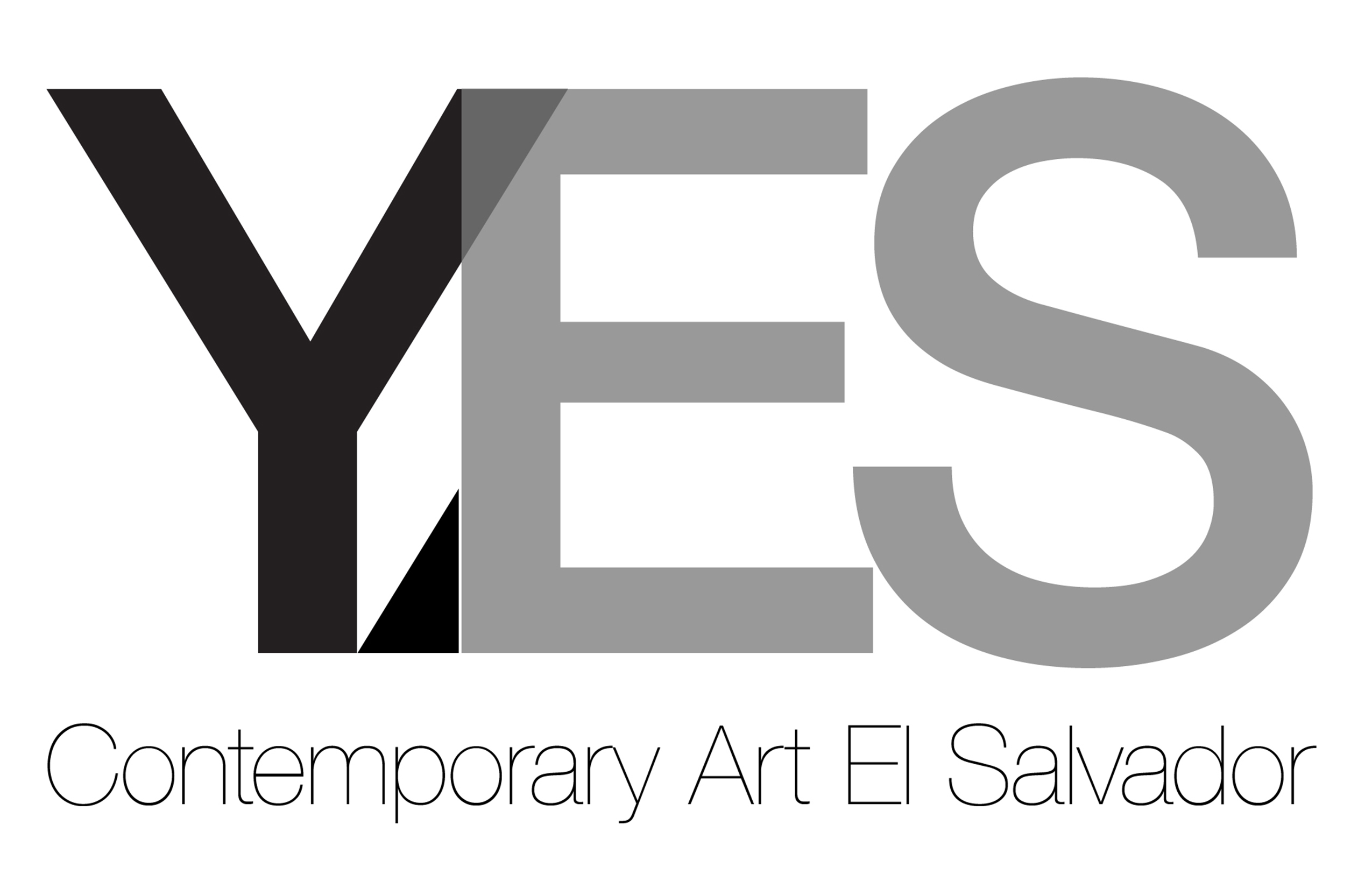
Y.ES Contemporary logo

El programa nació de un compromiso de larga trayectoria: desde el año 2000, Robert Wennett y Mario Cader‑Frech promovieron sistemáticamente el arte salvadoreño, comenzando por el programa Latin American Cultural Space en Washington D. C. y luego con el programa MARTE Contemporary en El Salvador (2004–2015), en alianza con el Museo MARTE.
En 2013, la Fundación se unió con la curadora Claire Breukel y el artista Simón Vega para lanzar en 2014 Y.ES Collect Contemporary El Salvador, el primer libro bilingüe dedicado al arte contemporáneo salvadoreño.  El libro, a través de veintiocho entrevistas, identifica cuatro temas clave en el arte salvadoreño contemporáneo: la memoria de la guerra civil, abordada por artistas como Ronald Morán, Walterio Iraheta, Simón Vega y Mayra Barraza; la falta de un mercado del arte en el país; la influencia de la diáspora y el intercambio cultural, representado por artistas como Irvin Morazán; y el impacto de Internet en la producción y circulación artística.
En 2015 se formaliza Y.ES Contemporary como plataforma independiente de apoyo integral a artistas salvadoreños.

## Principales iniciativas y programas
- Y.ES Contemporary Institute / Academy: desde 2015 hasta 2021 ofreció programas de formación profesional, talleres y seminarios con destacados invitados internacionales. El nuevo Institute Fellowship (2022–2024) reúne a cinco profesionales salvadoreños por tres años para desarrollar proyectos personalizados.[6]
- Y.ES Art Trip: viajes curatoriales anuales (generalmente de 5 días) que acercan curadores, directores de museos, críticos e inversores a El Salvador para conectar con su escena artística. Más de 50 curadores de prestigio internacional han visitado El Salvador mediante los art trips.
- Art Loan Program: desde 2018 Mario Cader‑Frech donó su colección de arte contemporáneo salvadoreño para facilitar préstamos de obra a museos y espacios culturales. Incluye artistas tanto nacionales como de la diáspora.  El Art Loan Program ha permitido que obras de artistas salvadoreños sean exhibidas internacionalmente, incluyendo exposiciones como Black Mirror: And Other Third World Reflections y Borders of Freedom.[7]
- Publicaciones: además del libro de 2013, Y.ES produce documentación, catálogos y e-books sobre artistas salvadoreños contemporáneos.
- Biblioteca YES: inaugurada en 2017 junto a Impact Hub San Salvador, con más de 600 libros especializados en arte contemporáneo latinoamericano; accesible a la comunidad artística local.

## Estructura institucional
Dirigida por la curadora Claire Breukel (directora ejecutiva desde 2015), con programación liderada por Patricio Majano y Omar López‑Chahoud. 
La iniciativa es impulsada por el consejo asesor de la fundación Robert S. Wennett and Mario Cader‑Frech Foundation y un equipo internacional de curadores invitados.  Mario Cader‑Frech es coleccionista, mecenas y cofundador de Y.ES Contemporary, miembro de comités del MoMA de Nueva York y del Museo Reina Sofía de Madrid. Desde los años 2000 ha promovido el arte salvadoreño a nivel internacional. Bajo su liderazgo, se creó el programa MARTE Contemporary en alianza con el Museo de Arte de El Salvador, y más tarde surgió Y.ES Contemporary (2015).  En 2024 recibió el premio ARCO en Madrid. En 2025 Mario Cáder-Frech presentó en el Museo Reina Sofía el Instituto Cáder de Arte Centroamericano (ICAC), una iniciativa que busca investigar, visibilizar y fortalecer el arte contemporáneo de Centroamérica y sus diásporas mediante residencias, becas y apoyo a colecciones institucionales.